# (6026) Xenophanes
(6026) Xenophanes (1993 BA8) – planetoida z grupy pasa głównego asteroid okrążająca Słońce w ciągu 4,79 lat w średniej odległości 2,84 j.a. Odkryta 23 stycznia 1993 roku.